# Собор Архистратига Михайла (Маріуполь)
47°05′47″ пн. ш. 37°39′36″ сх. д. / 47.0963° пн. ш. 37.6599° сх. д.
Собор Архистратига Михайла — православний храм у місті Маріуполь Донецької області. Розташований у Лівобережному районі на сході міста на вулиці Воїнів-Визволителів, 3.
У 2022 році пошкоджений бомбардуваннями російської армії.

## Історія
Перший камінь майбутнього собору заклали в 1995 році. Через два роки, в 1997 році, був побудований храм з шістьома куполами, який може вмістити від 200 до 1000 прихожан.
Головна святиня собору — ікона Божої Матері «Живоносне джерело», написана на початку XIX століття. Під час Другої світової війни образ зберігався у прихожан. Його відреставрували та повернули до церкви. Щоп'ятниці та неділі перед цією іконою служать водосвятний молебень.
Поруч з храмом споруджено пам'ятник Митрополиту Ігнатію Маріупольському — покровителю міста, під проводом якого почалося виведення християн (зокрема і греків) із Криму наприкінці XVIII століття. Також у внутрішньому подвір'ї собору знаходиться оглядовий майданчик, з якого відкривається панорама на море та місто.
У 2022 році після тижнів невпинних російських бомбардувань Маріуполя зруйновано один із куполів собору, розбиті вікна, наскрізь пробито стіни.